# Họ Chuột nang
Họ Chuột nang hay họ Chuột túi má là các động vật gặm nhấm đào hang với danh pháp khoa học Geomyidae. Chúng là các loài chuột túi má thật sự, mặc dù một vài loài sóc đất của họ Sóc (Sciuridae) cũng được gọi là chuột túi má. Chuột túi má, mặc dù chủ yếu là các loài động vật gây hại, nhưng nó lại là biểu tượng của bang Minnesota (Hoa Kỳ), mà đôi khi người ta gọi là "Gopher State" (bang chuột túi má).

## Phân bố
Chuột túi má phân bố rộng trong khu vực Bắc Mỹ, kéo dài tới tận Trung Mỹ.

## Bề ngoài
Chuột túi má có cơ thể săn chắc và phần lớn là các động vật gặm nhấm tương đối lớn, dài từ 12 tới 30 cm, cân nặng khoảng vài trăm g. Một ít loài có thể cân nặng tới 1 kg. Con đực thường to lớn hơn con cái và có thể nặng gấp đôi. Phần lớn chuột túi má có bộ lông màu nâu gần giống như màu đất nơi chúng sinh sống. Đặc trưng nổi bật nhất của chúng là các túi má lớn, từ đó mà có tên gọi của chúng. Các túi này có lớp lót bằng lông và có thể lộn ngược ra ngoài. Các túi này kéo dài từ sau miệng tới vai. Chuột túi má có mắt nhỏ và đuôi ngắn phủ lông mà chúng dùng để sờ mó xung quanh các đường hầm khi chúng đi giật lùi về phía sau.

## Hành vi
Tất cả các loài chuột túi má là những động vật đào hang. Chúng là những kẻ tích trữ lương thực và các túi má được dùng để vận chuyển thức ăn về hang. Chúng có thể tích trữ những kho lương thực lớn. Sự hiện diện của chúng có thể dễ dàng nhận thấy nhờ các ụ phân tươi đường kính khoảng 20 cm. Các ụ phân này thường xuất hiện trong các vườn rau, bãi cỏ hay trong các trang trại, do chuột túi má ưa đất ẩm. Chúng cũng thích ăn rau. Vì lý do này mà một số loài bị coi là loài động vật gây hại trong nông nghiệp. Chúng cũng gây ra nhiều tổn thất cho cây cối trong lâm nghiệp. Mặc dù chúng có xu hướng bỏ chạy khi bị đe dọa, nhưng đôi khi chúng dám tấn công lại các động vật khác, như mèo và con người và có thể gây ra những vết cắn nghiêm trọng do các răng dài và sắc nhọn của chúng.
Ngoài thời gian của mùa sinh sản thì chuột túi má sống đơn độc, chúng khá hung hãn trong việc duy trì lãnh thổ riêng với kích thước phụ thuộc vào các nguồn có thể có. Các con đực và con cái có thể chia sẻ một số hang hốc và các chỗ ẩn náu nếu biên giới lãnh thổ của chúng nằm cạnh nhau, nhưng nói chung thì mỗi con chuột túi má đều sinh sống trong một hệ thống đường hầm riêng của chính nó.
Phụ thuộc vào loài và điều kiện khu vực, chuột túi má có thể có mùa sinh sản cụ thể hàng năm, hoặc có thể sinh đẻ vài lần trong suốt cả năm. Mỗi lứa chúng sinh từ 2 tới năm con non, mặc dù có thể nhiều hơn ở một số loài. Các con non mới sinh ra đều mù và yếu ớt, chúng bú mẹ trong khoảng 40 ngày sau khi sinh ra.

## Phân loại
Có nhiều tranh cãi giữa các nhà phân loại học về việc những chủng chuột túi má nào cần được công nhận như là loài hoàn chỉnh, và phân loại dưới đây nói chung không nên coi là cuối cùng.
- Họ Geomyidae
  - Chi Cratogeomys; một số tác giả coi chi này như là phân chi của chi Pappogeomys.
    - Cratogeomys castanops: Chuột túi má mặt vàng
    - Cratogeomys fumosus: Chuột túi má đen khói
    - Cratogeomys gymnurus: Chuột túi má Llano
    - Cratogeomys merriami: Chuột túi má Merriam
    - Cratogeomys neglectus: Chuột túi má Querétaro
    - Cratogeomys tylorhinus: Chuột túi má mũi trần
    - Cratogeomys zinseri: Chuột túi má Zinser

  - Chi Geomys: các loài chuột túi má miền đông; về cơ bản tìm thấy ở tây nam Hoa Kỳ, miền đông dãy núi Sierra Nevada.
    - Geomys arenarius; hai phân loài, là chuột túi má sa mạc và chuột túi má cát trắng
    - Geomys attwateri: Chuột túi má Attwater
    - Geomys bursarius: Chuột túi má đồng bằng; hai phân loài
    - Geomys knoxjonesi: Chuột túi má Jones
    - Geomys personatus; 5 phân loài bao gồm chuột túi má Texas, Davis, Maritime và suối Carrizo
    - Geomys pinetis; 4 phân loài, bao gồm chuột túi má Đông Nam, đảo Cumberland, Sherman và Goff.
    - Geomys texensis; 2 phân loài, bao gồm chuột túi má LLano

  - Chi Orthogeomys – chuột túi má lớn hay taltuza; tìm thấy ở México, Trung Mỹ và Colombia.
    - Orthogeomys cavator: Chuột túi má Chiriqui
    - Orthogeomys cherriei: Chuột túi má Cherrie
    - Orthogeomys cuniculus: Chuột túi má Oaxaca
    - Orthogeomys dariensis: Chuột túi má Darien
    - Orthogeomys grandis: Chuột túi má lớn
    - Orthogeomys heterodus: Chuột túi má lông biến màu
    - Orthogeomys hispidus: Chuột túi má Hispid
    - Orthogeomys lanius: Chuột túi má to
    - Orthogeomys matagalpae: Chuột túi má Nicaragua
    - Orthogeomys thaeleri: Chuột túi má Thaeler
    - Orthogeomys underwoodi: Chuột túi má Underwood

  - Chi Pappogeomys; tìm thấy ở México.
    - Pappogeomys alcorni: Chuột túi má Alcorn
    - Pappogeomys bulleri: Chuột túi má Buller

  - Chi Thomomys – chuột túi má miền tây; phân bố rộng tại Bắc Mỹ, kéo dài về tây bắc Hoa Kỳ, Canada và đông nam Hoa Kỳ.
    - Thomomys bottae; nhiều phân loài, bao gồm chuột túi má Botta, suối Fish, Bonneville, hồ Clear, San Antonio, sông Pistol, núi Ellen, Guadalupe, Limpia, Mearns, đảo Stansbury, đảo Antelope, Cebolleta, Salinas, thung lũng Skull, suối Swasey, Harquahala và Limpia Greek.
    - Thomomys bulbivorus: Chuột túi má Camas
    - Thomomys clusius: Chuột túi má Wyoming
    - Thomomys idahoensis: Chuột túi má Idaho
    - Thomomys mazama: Chuột túi má Mazama; vài phân loài bao gồm chuột túi má miền tây, bãi Gold, Olympic, và Tacoma.
    - Thomomys monticola: Chuột túi má miền núi
    - Thomomys talpoides: Chuột túi má miền bắc; phân bố rất rộng; vài phân loài như chuột túi má Cheyenne
    - Thomomys townsendii: Chuột túi má Townsend
    - Thomomys umbrinus: Chuột túi má miền nam

  - Chi Zygogeomys
    - Zygogeomys trichopus: Chuột túi má Michoacan hay Tuza

Một số nguồn còn liệt kê chi Hypogeomys, với 1 loài, nhưng tên gọi chi này thông thường được dùng cho chuột lớn Malagasy của họ Nesomyidae.